# Selección de fútbol playa de Omán
La selección de fútbol playa de Omán es el equipo representativo del país en competiciones oficiales, y depende de la Federación de Fútbol de Omán, el órgano rector del fútbol en ese país. En 2015 la selección se coronó campeona del Campeonato de Asia de Fútbol Playa 2015.

## Estadísticas

### Copa Mundial de Fútbol Playa FIFA
| Copa Mundial de Fútbol Playa FIFA | Copa Mundial de Fútbol Playa FIFA | Copa Mundial de Fútbol Playa FIFA | Copa Mundial de Fútbol Playa FIFA | Copa Mundial de Fútbol Playa FIFA | Copa Mundial de Fútbol Playa FIFA | Copa Mundial de Fútbol Playa FIFA | Copa Mundial de Fútbol Playa FIFA |
| Año                               | Ronda                             | J                                 | G                                 | G+                                | P                                 | GF                                | GC                                |
| --------------------------------- | --------------------------------- | --------------------------------- | --------------------------------- | --------------------------------- | --------------------------------- | --------------------------------- | --------------------------------- |
| 2005 - 2008                       | No participó                      | No participó                      | No participó                      | No participó                      | No participó                      | No participó                      | No participó                      |
| 2009                              | No clasificó                      | No clasificó                      | No clasificó                      | No clasificó                      | No clasificó                      | No clasificó                      | No clasificó                      |
| 2011                              | Fase de grupos                    | 3                                 | 0                                 | 0                                 | 3                                 | 7                                 | 15                                |
| 2013                              | No clasificó                      | No clasificó                      | No clasificó                      | No clasificó                      | No clasificó                      | No clasificó                      | No clasificó                      |
| 2015                              | Fase de grupos                    | 3                                 | 1                                 | 0                                 | 2                                 | 11                                | 11                                |
| 2017                              | No clasificó                      | No clasificó                      | No clasificó                      | No clasificó                      | No clasificó                      | No clasificó                      | No clasificó                      |
| 2019                              | Fase de grupos                    | 3                                 | 1                                 | 0                                 | 2                                 | 9                                 | 16                                |
| 2021                              | Fase de grupos                    | 3                                 | 1                                 | 0                                 | 2                                 | 8                                 | 11                                |
| 2024                              | Fase de grupos                    | 3                                 | 1                                 | 0                                 | 2                                 | 10                                | 10                                |
| 2025                              | Fase de grupos                    | 3                                 | 0                                 | 0                                 | 2                                 | 9                                 | 22                                |
| Total                             | 6/13                              | 18                                | 4                                 | 0                                 | 13                                | 54                                | 85                                |

### Copa Asiática de Fútbol Playa
| Copa Asiática de Fútbol Playa | Copa Asiática de Fútbol Playa | Copa Asiática de Fútbol Playa | Copa Asiática de Fútbol Playa | Copa Asiática de Fútbol Playa | Copa Asiática de Fútbol Playa | Copa Asiática de Fútbol Playa | Copa Asiática de Fútbol Playa |
| Año                           | Ronda                         | J                             | G                             | G+                            | P                             | GF                            | GC                            |
| ----------------------------- | ----------------------------- | ----------------------------- | ----------------------------- | ----------------------------- | ----------------------------- | ----------------------------- | ----------------------------- |
| 2006 - 2008                   | No participó                  | No participó                  | No participó                  | No participó                  | No participó                  | No participó                  | No participó                  |
| 2009                          | Tercer lugar                  | 5                             | 2                             | 1                             | 2                             | 11                            | 15                            |
| 2011                          | Subcampeón                    | 6                             | 4                             | 1                             | 1                             | 28                            | 15                            |
| 2013                          | Quinto lugar                  | 5                             | 4                             | 0                             | 1                             | 21                            | 10                            |
| 2015                          | Campeón                       | 6                             | 4                             | 2                             | 0                             | 32                            | 12                            |
| 2017                          | Fase de grupos                | 2                             | 1                             | 0                             | 1                             | 6                             | 6                             |
| 2019                          | Tercer lugar                  | 5                             | 3                             | 1                             | 1                             | 19                            | 14                            |
| Total                         | 6/9                           | 29                            | 18                            | 5                             | 6                             | 117                           | 72                            |